# Головні командування військ напрямків
Головні командування військ напрямків — орган військового управління стратегічного (оперативно-стратегічного) керівництва військами (силами) (групою округів або фронтів) Збройних сил СРСР на театрі війни (театрі воєнних дій) або стратегічному напрямку ТВД.
Очолюється головнокомандувачем, якому підпорядковані управління (штаб) військ напрямки і командування оперативними об'єднаннями видів збройних сил, окремого роду військ (сил), спеціальних військ і інших формувань. Штатна посадова категорія головнокомандувача напрямки у Червоній армії — Маршал Радянського Союзу. Діяльність головних командувань координувалася Верховним Головнокомандуванням.
У Збройних силах СРСР до, під час і після німецько-радянської війни і 1970-і — 1990-і роки існували Головні командування військ напрямів і Далекого Сходу.

## Головні командування військ напрямків з 1941 до 1945 роки (німецько-радянська війна)
| № | Назва                                              | Час існування                  | Битви, операції, бої | Битви, операції, бої                                           | Склад | Командувачі                      | Начальники штабу                                                                                    |
| № | Назва                                              | Час існування                  | Оборонні | Наступальні                                                    | Склад | Командувачі                      | Начальники штабу                                                                                    |
| - | -------------------------------------------------- | ------------------------------ | --- | -------------------------------------------------------------- | --- | -------------------------------- | --------------------------------------------------------------------------------------------------- |
| 1 | Головне командування Західного напрямку            | 10 липня — 10 вересня 1941     | Операція «Барбаросса» → Вітебська → Смоленська |                                                                | Західний фронт, Резервний фронт, Центральний фронт, Пінська військова флотилія                              | С. К. Тимошенко                  | Г. К. Маландін (10–19.7.1941) Б. М. Шапошников (19–30.7.1941) В. Д. Соколовський (30.7–10.9.1941)   |
| 1 | Головне командування Західного напрямку            | 1 лютого — 5 травня 1942       | | Ржевська битва → 1-ша Ржевсько-Вяземська → Можайсько-Вяземська | Західний фронт, Калінінський фронт                                                                          | Г. К. Жуков                      | ?                                                                                                   |
| 2 | Головне командування Північно-Західного напрямку   | 10 липня — 27 серпня 1941      | Операція «Барбаросса» → Талліннська оборона |                                                                | Північно-Західний фронт, Північний фронт, Північний флот, Балтійський флот                                  | К. Є. Ворошилов                  | М. В. Захаров (10.7.1941–8.1941); А. С. Цвєтков (8.1941–27.8.1941)                                  |
| 3 | Головне командування Південно-Західного напрямку   | 10 липня 1941 — 21 червня 1942 | Операція «Барбаросса» → Бої в Південній Україні та Молдавії → Тирасполь-Мелітопольська → Уманська → Дніпропетровська → 1-ша Донбаська → 1-ша Ростовська → 1-ша Ростовська оборонна; Воронезько-Ворошиловградська → Ворошиловградсько-Шахтинська |                                                                | Південно-Західний фронт, Південний фронт, Брянський фронт, Чорноморський флот                               | С. М. Будьонний, С. К. Тимошенко | О. П. Покровський (7.1941–10.1941) П. І. Бодін (10.1941–12.1941) І. Х. Баграмян (12.1941–21.6.1942) |
| 4 | Головне командування Північно-Кавказького напрямку | 21 квітня — 19 травня 1942     | Битва за Крим → Керченсько-Феодосійська десантна → Операція «Полювання на дрохв» |                                                                | Кримський фронт, СОР, Північно-Кавказький військовий округ, Чорноморський флот, Азовська військова флотилія | С. М. Будьонний                  | Г. Ф. Захаров                                                                                       |

## Головне командування радянських військ на Далекому Сході (радянсько-японська війна)
| № | Назва                                                    | Час існування             | Битви, операції, бої | Битви, операції, бої | Склад | Командувачі        | Начальники штабу |
| № | Назва                                                    | Час існування             | Оборонні             | Наступальні | Склад | Командувачі        | Начальники штабу |
| - | -------------------------------------------------------- | ------------------------- | -------------------- | --- | --- | ------------------ | ---------------- |
| 1 | Головне командування радянських військ на Далекому Сході | 30 липня — 17 грудня 1945 |                      | Радянсько-японська війна → Харбіно-Гіринська → Манчжурська → Хінгано-Мукденська → Сунгарійська → Південно-Сахалінська → Курильска | Приморська група військ, Забайкальський фронт, 1-й Далекосхідний фронт, 2-й Далекосхідний фронт, Амурська військова флотилія, Тихоокеанський флот | О. М. Василевський | С. П. Іванов     |

## Головне командування військ напрямків (1970-1990-ті роки)
| № | Назва                                            | Час існування                | Склад | Командувачі                          | Начальники штабу |
| - | ------------------------------------------------ | ---------------------------- | --- | ------------------------------------ | ---------------- |
| 1 | Головне командування Західного напрямку          | вересень 1984 — червень 1992 | Група радянських військ у Німеччині, Центральна група військ, Північна група військ, Білоруський військовий округ, Прикарпатський військовий округ, Балтійський флот | М. В. Огарков С. І. Постников        |                  |
| 2 | Головне командування Південно-Західного напрямку | вересень 1984 — червень 1992 | Південна група військ, Київський військовий округ, Одеський військовий округ, Чорноморський флот                                                                     | І. О. Герасимов В. Осипов            | В. С. Колесов    |
| 3 | Головне командування Південного напрямку         | вересень 1984 — червень 1992 | Північно-Кавказький військовий округ, Закавказький військовий округ, Туркестанський військовий округ, Каспійська флотилія                                            | Ю. П. Максимов М. Зайцев М. І. Попов |                  |